# Маска (фільм, 1994)
«Маска» (англ. The Mask) — американський супергеройський комедійний фільм 1994 року, заснований на серії коміксів, опублікованих Dark Horse Comics. Режисер — Чак Рассел, продюсери — Dark Horse Comics і New Line Cinema, фільм випущений у кінотеатрах 29 липня 1994 року. Сюжет розгортається навколо Стенлі Іпкіса (Джим Керрі), який знаходить маску Локі, що перетворює його на надлюдину Маску. Також у фільмі взяли участь Пітер Грін у ролі мафіозного офіцера Доріана Тайрелла, Емі Ясбек у ролі журналістки, Пітер Рігерт і Джим Даугхан — у ролях поліцейських детективів, Річард Джені — зіграв друга Стенлі, Орест Матацена — власника нічного клубу і боса мафії Ніко, Бен Штейн — психолога, Кемерон Діаз — дебютувала у ролі коханої Стенлі Тіни Карлайл.
Фільм посів місце у першій десятці найкасовіших свого року, закріпив репутацію Керрі як одного з домінуючих комедійних акторів того часу. Останній був номінований на Золотий Глобус за роль, фільм — на премію Американської кіноакадемії за найкращі візуальні ефекти, але програв Форресту Гампу. Українською фільм озвучено студією «1+1» у 2003 році.

## Сюжет
У місті Едж Сіті проводять роботи з заміни труб. Під час роботи зі зваркою, один з водолазів помічає на дні скриню, вкриту каменями і замкнену на ланцюг. Водолаз намагається зламати ланцюг, а в цей час до нього спускають ще одну трубу. Водолаз ламає ланцюг і в цей самий момент труба опускається просто на нього. Вона зачіпає скриню, яка відкривається і з неї спливає на поверхню звичайна дерев'яна маска.
Тим часом у банку Едж-Сіті Стенлі Іпкіс проводить свій робочий день. Він добрий, скромний та енергійний, але в той же час делікатний. Його приятель Чарлі пропонує йому сьогодні ввечері піти до престижного клубу Коко-Бонго, на що Стенлі погоджується. До банку заходить дуже приваблива дівчина на ім'я Тіна Карлайл і Стенлі її консультує. Ані він, ані будь-хто інший не здогадуються, що вона працює на місцевого кримінального авторитета Доріана Тайрелла, який збирається пограбувати банк, і для якого Тіна знімає усе на відео через приховану камеру. Доріан ставить собі за мету підкорити собі злочинний світ міста і прибрати боса мафії Едж Сіті Ніко.
Перед походом до клубу Стенлі заходить до автомайстерні, де двоє робітників дають йому стару колимагу замість його машини, що досі ремонтується. Він приїжджає до клубу, але його не пропускають за Чарлі і викидають геть. На додачу машина, яка проїжджала повз, облила його водою з калюжі. Стенлі їде додому і посеред мосту його машина ламається. Чоловік зовсім занепадає духом, аж тут бачить що у воді тоне людина. Він спішить до неї, але підібравшись ближче дізнається що це купа мотлоху. У цій купі мотлоху він знаходить цю саму дерев'яну маску і бере її з собою додому.
Піднімаючись до своєї квартири він своїми мокрими чоботами бруднить підлогу, на що скаржиться його домовласниця Місіс Пімен. Удома його зустрічає його чотирилапий друг - джек-рассел-тер'єр Майло. Стенлі вирішує подивитись мультики, але місс Пімен наказує йому вимкнути їх і він перемикає канал на передачу доктора Артура Ньюмана про маски. Стенлі вирішує приміряти маску, і вдягнувши її перетворюється на Маску - зеленоголового трикстера з магічними здібностями. У цій подобі він лякає свою домовласницю, провчає чоловіка, якому перегородив дорогу, розлякує бандитів за допомогою кулемета Томпсона та злісно жартує над механіками, які ремонтували його машину, запхнувши їм обом глушники в зад.
На ранок Стенлі прокидається у своєму ліжку і вирішує що це був сон. До нього у двері дзвонить поліція. Він відкриває їх і лейтенант Мітч Келловей розпитує його про вчорашні витівки Маски і робить зауваження щодо його піжами. Стенлі розуміє, що вчорашні події не були сном і викидає маску, але вона залітає назад. А витівки Маски тим часом розслідує журналістка Пегі Брандт і з цією метою приходить у банк до Стенлі Іпкіса, який в цей час отримує догану від начальника банку, а згодом Чарлі йому показує вирізку, у якій він бачить, що Тіна Карлайл буде виступати у Коко-Бонго. Доріана тим часом приводять до Ніко і бос мафії його карає. Стенлі тим часом сниться сон що він крутий перець, але він прокидається від того, що його лиже Майло. Він помічає, що маска повернулася і не хоче її вдягати, але спокуса піти до клубу переважає і він її вдягає. Бандити Доріана тим часом починають грабувати банк, але Стенлі їх випереджає і вони потрапляють під поліцейський обстріл. Він прибуває до клубу і танцює з Тіною під пісню Hey Pachuco. Доріан дізнається про провал пограбування, а один з його підлеглих впізнає Маску як грабіжника банку. Доріан спускається у залу і його бандит стріляє у нього, відстрілюючи його краватку, що перетворюється на шматок піжами Стенлі. Маска знущається з Доріана і тікає. У клуб прибуває поліція на чолі з Келловеєм і забирає Доріана. Сам лейтенант помічає шматок піжами і здогадується, кому вона належить.
Вранці він йде до Стенлі, але тому вдається відмазатися. Доріан призначає за Маску винагороду в 50 тисяч доларів. Знову запізнившись Стенлі приходить у банк, і на ще одну догану свого начальника дає сувору відповідь. Після цього він починає здогадуватися, що маска змінює його характер. Тіна приходить у банк, щоб розпитати Стенлі про маску. Він каже їй що це його давній приятель і він хоче з нею на побачення сьогодні. У кінці робочого дня він йде до експерта з масок Артура Ньюмана і той дослідивши маску каже, що вона символізує Локі - скандинавського бога пустощів, але не вірить, що маска має магічну силу. Стенлі вдягає маску, але нічого не відбувається, тож він теоретизує, що магічна сила маски працює лише вночі. Доктор радить йому йти на побачення у масці, аби він тільки забрався з кабінету.
Вночі у парку Лендфілл Стенлі зустрічається з Тіною і вдягає маску, але Тіну лякає його напір. У цей час прибуває поліція і Тіна тікає, а поліцейські намагаються заарештувати Стенлі. Та він обхитривши їх, тікає з парку. На виході він помічає цілий натовп поліцейських і змушує танцювати їх під пісню Cuban Pete. Згодом він тікає і знімає маску. Його рятує Пегі, якій про це сказав її колега. Але вона здає його Доріану і той отримує маску. Вдягаючи її він перетворюється на демонічну істоту, підкидає Стенлі до поліцейських із фальшивою зеленою маскою, а його підлеглі забирають з дому Стенлі його вкрадені гроші.
Вранці Тіна приходить до Стенлі в камеру. Він пояснює їй дію маски і радить тікати з міста і вона зізнається йому в коханні. Але Тіну хапають люди Доріана. Стенлі це помічає, і за допомогою Майло, який прибіг за Стенлі від тієї миті, коли бандити прийшли до його будину, вибирається з в'язниці і вирушає у Коко-Бонго, де мафіозний бос Ніко збирає благодійність. Доріан вдягає маску і вдирається у клуб де вбиває Ніко. Стенлі теж прибуває туди і намагається завадити Доріану підірвати будівлю разом з прикутою Тіною. Вона обманом змушує його зняти маску і вибиває її з рук бандита. Маску вдягає Майло і дає відсіч бандюганам. Стенлі повертає собі маску і вдягає її востаннє, розлякавши бандитів, в буквальному сенсі змивши Доріана в трубу і врятувавши клуб від вибуху. Прибула поліція заарештовує бандитів.
Стенлі і Тіна зустрічаються на мосту. Він вирішує бути собою і Тіна викидає маску. Чарлі намагається її привласнити, але Майло хапає її першим.

## Ролі
- Джим Керрі — Стенлі Іпкіс
- Кемерон Діаз — Тіна Карлайл
- Пітер Рігерт — лейтенант Мітч Келловей
- Пітер Грін — Доріан «Локі» Тайрелл
- Емі Ясбек — журналістка Пегі Брандт
- Річард Джені — Чарлі Шумейкер (друг Стенлі)
- Ненсі Фіш — місіс Пінмен (літня сусідка і домовласниця Стенлі)
- Орестес Матас — Ніко (бос мафії Едж Сіті і власник клубу «Коко Бонго»)
- Джим Доугхан — детектив Дойл (напарник Келловея)
- Айворі Оушн — Тілтон (мер міста)

## Музика

### Оригінальний саундтрек
The Mask: Music From the Motion Picture випущений 26 липня 1994 р. Chaos Records у співпраці з Sony Music Entertainment.
Список композицій
1. «Cuban Pete» (C & C Pop Radio Edit) — Джим Керрі
2. «You Would Be My Baby» — Ванесса Вільямс
3. «Who’s That Man» — Xscape[en]
4. «This Business of Love» — Domino[en]
5. «Bounce Around» — Tony! Toni! Toné!
6. «(I Could Only) Whisper Your Name» — Гаррі Коннік
7. «Hi De Ho» — K7
8. «Let the Good Times Roll» — Fishbone
9. «Straight Up» — The Brian Setzer Orchestra
10. «Hey! Pachuco!» — Royal Crown Revue
11. «Gee Baby, Ain’t I Good To You» — С'юзан Бойд
12. «Cuban Pete» (Arkin Movie Mix) — Джим Керрі

### Оркестровий саундтрек
Оркестровий саундтрек до «Маски» випущений незабаром після релізу оригінального саундтреку. Музику написав і диригував Ренді Едельман. Виконує — Irish Film Orchestra.
Список композицій
1. Opening — The Origin Of The Mask
2. Tina
3. Carnival
4. Transformation
5. Tango In The Park
6. Lovebirds
7. Out Of The Line Of Fire
8. A Dark Night
9. The Man Behind The Mask, Маска танцює з Тіною в клубі
10. Dorian Gets A New Face
11. Looking For A Way Out
12. The Search
13. Forked Tongue
14. Milo To The Rescue
15. The Mask Is Back
16. Finale

## Реакція

### Критика
На Rotten Tomatoes рейтинг фільму становить 77 %.

### Касові збори
Фільм мав касовий успіх, зібравши $119 млн всередині країни і більше $350 млн по всьому світу та ставши другим найкасовішим фільмом про супергероїв того часу після Бетмена.

## Дивись також
Гробниця Червоної королеви — випадково знайдена у тому ж 1994 році величезна гробниця у Паленке. 

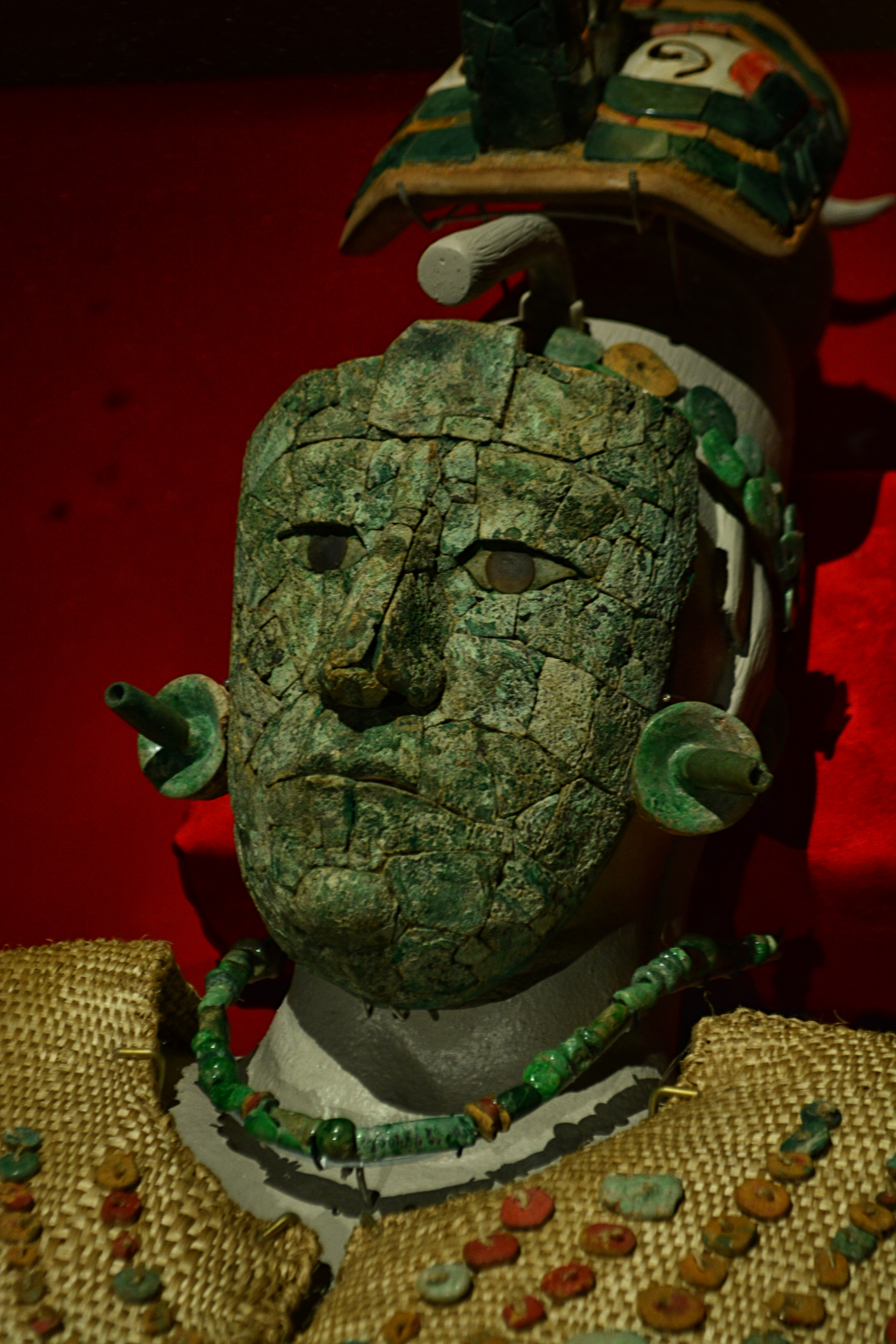
Поховальна маска Червоної королеви (назва від кольору кіноварі, яким було вкрите тіло похованої)